# Nina Williams
Pour les articles homonymes, voir Williams.
Nina Williams est un personnage de jeu vidéo de la série Tekken de Namco, qui fait sa première apparition sur arcade et console dans Tekken. Parmi tous les personnages de Tekken, elle est l'un des 4, avec Paul, Yoshimitsu et Heihachi, à être apparu dans la totalité des opus de la saga,,,.
Elle est la sœur ainée d'Anna Williams, et sa plus grande rivale ainsi que la mère biologique de Steve Fox. Elle est l'une des plus redoutables tueuses à gages du monde. A 44 ans, Nina est actuellement le personnage féminin le plus âgé de la saga (malgré sa cryogénie pendant plus de quinze années qui lui a permis de garder toutes ses facultés ainsi que sa jeunesse). Grande, belle et blonde, elle est totalement dévouée à son art et rejette  les sentiments humains, comme la pitié ou la compassion, qui la ralentiraient dans son travail.

## Histoire

### Tekken 1 & 2
Dès leur plus jeune âge, Nina et Anna furent entrainées au combat par leur père, Richard Williams. Au départ très complices, leur père se rendit vite compte que c'est dans la compétition que ses filles pourraient développer leur meilleur potentiel. Il incita donc les deux sœurs à tenter de surpasser l'autre sans cesse, mais cela finit par devenir néfaste, car les sœurs entrèrent dans une compétition acharnée pour prouver leur valeur à leur père, au point de devenir des ennemies féroces. Un soir, en rentrant toutes deux de mission, Nina et Anna découvrirent le manoir familial complètement détruit et le corps de leur père introuvable. Croyant toutes deux que l'autre était responsable de cette disparition, Nina et Anna nourrirent dès lors une haine immense l'une envers l'autre, chacune essayant de tuer l'autre.
Les deux sœurs se lancèrent alors dans le grand banditisme, et Nina devint très vite l'une des plus redoutables tueuses à gages de la planète, construisant sa renommée au fil de missions toujours plus risquées. Alors qu'elle n'a que 20 ans, elle est un jour embauchée (l'identité de son employeur n'a jamais été établie) pour assassiner Heihachi Mishima. Elle s'inscrit donc au King of Iron Fist Tournament afin d'exécuter son contrat. Mais au milieu du tournoi, elle se retrouve à affronter sa sœur Anna, qui participe de son côté pour l'empêcher de tuer Heihachi. À cause de l'intervention d'Anna, Nina ne parvient pas à s'approcher d'Heihachi, et elle quitte le Japon folle de rage contre sa sœur, tout en poursuivant ses activités criminelles.  
Deux ans plus tard, elle accepte un nouveau contrat : venir à bout cette fois de Kazuya Mishima, l'héritier de l'empire Mishima, créé par son père Heihachi. Or, si ce contrat était pour Nina une mission comme une autre, l'affaire devint vite très personnelle quand elle découvrit que Kazuya était protégé par son garde du corps personnel Anna. Nina avait enfin l'occasion de se venger de sa sœur, qu'elle croyait toujours responsable du meurtre de son père.
Elle décida donc de s'inscrire au King of Iron Fist Tournament 2, sachant qu'Anna et Kazuya y participaient. Se retrouvant, les deux sœurs engagèrent une lutte à mort, mais elles étaient devenues si douées dans la maîtrise des Arts Assassins qu'aucune ne put vaincre l'autre. Kazuya parvint cependant à les capturer.
Il donna ensuite Nina au docteur Boskonovitch comme cobaye afin d'expérimenter une nouvelle technologie mise au point par le scientifique : le sommeil cryogénique. Quand elle apprit cela, Anna réalisa que sa sœur pourrait conserver toute sa jeunesse et ses facultés physiques, alors qu'elle-même continuerait à vieillir, idée qui lui fut insupportable. Elle décida donc de participer elle aussi au projet et rejoignit sa sœur dans l'expérience, en demandant à être réveillée en même temps que son éternelle rivale.

### Tekken 3 & 4
19 ans plus tard, Nina fut réveillée par le dieu du Combat, qui s'empara de son esprit et prit possession de son corps. Manipulée par Ogre, Nina avait un nouvel objectif : tuer Jin Kazama, le fils de Kazuya et de Jun Kazama. Selon son vœu, Anna fut à son tour réveillée, et apprenant la manipulation dont sa sœur était victime, tenta de la retrouver pour la libérer de l'emprise d'Ogre, mais elle ne put mettre la main sur sa sœur lors du troisième tournoi.
De son côté, Nina échoua à tuer Jin. Mais elle fut libérée de l'emprise de l'entité maléfique lorsqu'Ogre fut détruit par Jin. Sa seule séquelle étant qu'elle ne se souvenait pas de son passé. Amnésique, elle reprit son activité de tueuse, l'unique chose pour laquelle elle était la meilleure.
Quelque temps plus tard, Nina fut engagée par une branche de la mafia, le Syndicat, pour tuer Steve Fox, le champion du monde de boxe, qui participait au King of Iron Fist Tournament 4, auquel Nina s'inscrivit à son tour. Ce qu'elle ignorait, c'est que Steve Fox était son fils. En effet, pendant son sommeil cryogénique, les membres de la Mishima Zaibatsu prélevèrent sur elle une certaine quantité de cellules, à partir desquelles ils donnèrent naissance à Steve, pensant en faire, grâce à l'ADN de la célèbre tueuse Nina Williams, le plus redoutable combattant du monde.
Mais juste avant de tuer Steve, Nina reçut un mystérieux mail, l'informant de sa filiation avec sa cible. Cette nouvelle ne provoqua rien en elle, et elle s'apprêtait à passer à l'acte quand elle apprit que le Syndicat avait été démantelé par Lei Wulong. Comprenant qu'elle ne serait pas payée pour le meurtre de Steve, Nina renonça à tuer son fils.
La jeune femme chercha cependant à en apprendre plus sur son passé, et elle décida donc de se raccrocher à son unique souvenir : elle savait qu'elle avait une sœur, et décida donc de lui rendre visite.

### Tekken 5 & 6
Mais à la vue d'Anna, Nina retrouva la mémoire, et sa haine avec. L'affrontement entre les deux sœurs dura plusieurs jours, mais encore une fois, aucune ne parvint à vaincre l'autre, et d'un commun accord, elles décidèrent d'en finir une bonne fois pour toutes, lors du prochain tournoi, c’est-à-dire le King Of Iron Fist Tournament 5. Lors du tournoi, Nina parvint enfin à vaincre Anna, mais elle décida de ne pas la tuer, trouvant beaucoup plus amusant de laisser vivre sa sœur avec son humiliation.
Immédiatement après, Jin Kazama, nouveau leader de la Mishima Zaibatsu, impressionné par le talent de la jeune femme, lui proposa d'entrer à son service comme garde du corps personnel, ce que Nina accepta. C'est dans ce cadre qu'elle s'engage dans le King of Iron Fist Tournament 6.

## Autres apparitions
- Elle possède aussi son propre jeu, Nina Williams : Death By Degrees, sorti en 2005, qui retrace l'une de ses missions, quand elle jouait avec sa sœur à laquelle des deux s'engagerait dans la mission la plus périlleuse.
- Nina apparaît dans le film d'animation Tekken: The Motion Picture qui retrace l'histoire de Tekken et de Tekken 2
- Elle apparaît aussi dans le film Tekken (film, 2010) en tant que combattante dans le tournoi et amante de Kazuya Mishima
- Nina apparaît dans le film d'animation Tekken Blood Vengeance, qui retrace l'histoire de Tekken 5 et de Tekken 6 avec quelques changements.
- Nina est l'un des personnages qui apparaît dans le jeu Tekken X Street Fighter.

## Doublages
- Yumi Tōma : Tekken Tag Tournament
- Minami Takayama : Tekken: The Motion Picture
- Atsuko Tanaka : Tekken: Blood Vengeance
- Yū Kobayashi : Street Fighter X Tekken
- Laurence Crouzet : Tekken: Blood Vengeance
- Laura Préjean : Tekken (VF de Candice Hillebrand)
- Mary Elizabeth McGlynn : Tekken 6, 7, TTT2, Death by Degrees, Street Fighter X Tekken
- Lisle Wilkerson : Tekken 4, 5